# Ken Holland

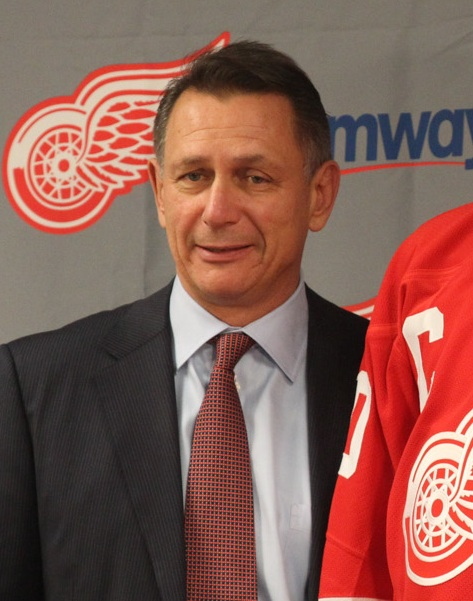
Ken Holland.

Kenneth Mark Holland, född 10 november 1955 i Vernon, British Columbia, är en kanadensisk idrottsledare och före detta professionell ishockeymålvakt som är general manager för Los Angeles Kings i National Hockey League (NHL) sedan den 14 maj 2025.
Han har tidigare varit general manager för Detroit Red Wings och Edmonton Oilers.
Holland draftades av Toronto Maple Leafs som 188:e spelare totalt 1975, men hans NHL-karriär skulle bli väldigt kort. Han spelade aldrig för Maple Leafs utan spelade istället endast en match för Hartford Whalers och tre matcher för Detroit Red Wings.
Den 6 maj 2019 skrev han på som general manager för Edmonton Oilers, efter 34 år i olika roller med Detroit Red Wings.

## Statistik
V = Vinster, F = Förluster, O = Oavgjorda, N = Nollor, GIM = Genomsnitt insläppta mål per match

### Grundserie
| Säsong     | Lag                  | Liga       | Matcher | V  | F  | O | N | GIM  |
| ---------- | -------------------- | ---------- | ------- | -- | -- | - | - | ---- |
| 1973–74    | Vernon Vikings       | BCJHL      | 16      |    |    |   | 0 | 3.69 |
| 1974–75    | Medicine Hat Tigers  | WCJHL      | 37      | 23 | 10 | 4 | 1 | 3.91 |
| 1975–76    | Medicine Hat Tigers  | WCJHL      | 41      | 22 | 11 | 1 | 2 | 4.18 |
| 1976–77    | Broome Dusters       | NAHL       | 48      |    |    |   | 0 | 3.78 |
| 1977–78    | Binghamton Dusters   | AHL        | 39      | 12 | 19 | 3 | 0 | 4.28 |
| 1978–79    | Binghamton Dusters   | AHL        | 41      | 19 | 17 | 3 | 0 | 3.91 |
| 1979–80    | Springfield Indians  | IHL        | 37      | 15 | 14 | 5 | 2 | 3.70 |
| 1980–81    | Hartford Whalers     | NHL        | 1       | 0  | 1  | 0 | 0 | 7.00 |
| 1980–81    | Binghamton Whalers   | AHL        | 47      | 15 | 25 | 4 | 2 | 3.96 |
| 1981–82    | Binghamton Whalers   | AHL        | 46      | 27 | 13 | 4 | 2 | 2.92 |
| 1982–83    | Binghamton Whalers   | AHL        | 48      | 23 | 18 | 5 | 0 | 4.36 |
| 1983–84    | Detroit Red Wings    | NHL        | 3       | 0  | 1  | 1 | 0 | 4.11 |
| 1983–84    | Adirondack Red Wings | AHL        | 42      | 19 | 15 | 6 | 0 | 3.70 |
| 1984–85    | Adirondack Red Wings | AHL        | 43      | 13 | 22 | 6 | 0 | 4.26 |
| NHL totalt | NHL totalt           | NHL totalt | 4       | 0  | 2  | 1 | 0 | 4.95 |

### Slutspel
| Säsong  | Lag                  | Liga  | Matcher | V | F | N | GIM  |
| ------- | -------------------- | ----- | ------- | - | - | - | ---- |
| 1974–75 | Medicine Hat Tigers  | WCJHL | 4       | 1 | 3 | 0 | 4.17 |
| 1975–76 | Medicine Hat Tigers  | WCJHL | 9       | 4 | 4 | 0 | 3.41 |
| 1976–77 | Broome Dusters       | NAHL  | 6       |   |   | 0 | 4.13 |
| 1978–79 | Binghamton Dusters   | AHL   | 10      | 5 | 5 | 1 | 4.09 |
| 1980–81 | Binghamton Whalers   | AHL   | 2       | 0 | 2 | 0 | 2.28 |
| 1981–82 | Binghamton Whalers   | AHL   | 15      | 8 | 7 | 0 | 3.85 |
| 1982–83 | Binghamton Whalers   | AHL   | 3       | 1 | 2 | 0 | 5.33 |
| 1983–84 | Adirondack Red Wings | AHL   | 7       | 3 | 4 | 0 | 3.61 |